# Списък на президентите на САЩ
Списъкът на президентите съдържа имената на 47-те президенти на Съединените американски щати. В него са включени само онези, които са положили клетва съгласно Конституцията. За политическите лидери на САЩ преди 1789 г. виж Президент на Континенталния конгрес. Списъкът не включва временно изпълняващите длъжността съгласно Двадесет и петата поправка на Конституцията на САЩ.
Списъкът отразява последователността на заемане на длъжността, а не е свързан с периода от време, прекарано като президент. Например Джордж Вашингтон е президент в два поредни мандата и затова е посочен само като 1-ви президент, а не като 1-ви и 2-ри за всеки от мандатите. Джералд Форд завършва част от мандата на Ричард Никсън и не печели президентски избори; въпреки това той е 38-ият президент на САЩ. Президентите Гроувър Кливланд и Доналд Тръмп са избирани за два непоследователни мандата и затова са съответно 22-ри и 24-ти президент на САЩ (Кливланд) и 45-и и 47-и президент на САЩ (Тръмп). Поради това списъкът съдържа 47-има президенти, но 45 души.
| Легенда безпартиен / празен пост федералист демократ-републиканец национал-републиканец нулификатор виг демократ републиканец † – починал от естествена смърт ‡ – убит в покушение ⇑ – повишен от вицепрезидент ∅ – подава оставка |

## До Граждaнската война (1789 – 1861)
| име       | име                                               | портрет                               | предишен пост                                           | мандат(и)                                           | вицепрезидент(и) | вицепрезидент(и) | бележки |
| --------- | ------------------------------------------------- | ------------------------------------- | ------------------------------------------------------- | --------------------------------------------------- | ---------------- | ---------------- | --- |
| XVIII век |                                                   |                                       |                                                         |                                                     |                  |                  | |
| 1         | ген. Джордж Вашингтон (22.02.1732 – 14.12.1799)   |                                       | Председател на Контитенталния конгрес                   | 30 април 1789 – 4 март 1793                         |                  | Джон Адамс       | Първи президент на Съединените щати. Налага прецеденти в президентството. Подписва Закон за правата на Конституцията. Налага такса върху уискито. Посреща дипломатическата криза с Франция около гражданина Жьоне. Започва строеж на национална столица.                                                                                                |
| 1         | ген. Джордж Вашингтон (22.02.1732 – 14.12.1799)   | 4 март 1793 – 4 март 1797             | Председател на Контитенталния конгрес                   |                                                     |                  | Джон Адамс       | Първи президент на Съединените щати. Налага прецеденти в президентството. Подписва Закон за правата на Конституцията. Налага такса върху уискито. Посреща дипломатическата криза с Франция около гражданина Жьоне. Започва строеж на национална столица.                                                                                                |
| 2         | Джон Адамс (30.10.1735 – 04.07.1826)              |                                       | Вицепрезидент на Съединените американски щати           | 4 март 1797 – 4 март 1801                           |                  | Томас Джеферсън  | Първият президент, който отсяда в Белия дом. Подписва Закон за чужденците и Закон за противодържавната дейност. Разкрива публично аферата X-Y-Z. Спонсорира изграждането на държавния флот. Започва недекларирана война с Франция. |
| XIX век   |                                                   |                                       |                                                         |                                                     |                  |                  | |
| 3         | Томас Джеферсън (13.04.1743 – 04.07.1826)         |                                       | Вицепрезидент на Съединените американски щати           | 4 март 1801 – 4 март 1805                           |                  | Аарън Бър        | Автор на Декларацията за независимост. Закупува територията Луизиана от Франция. Изпраща изследователите Мериуедър Луис и Уилям Кларк на експедиция до Тихия океан. Налага пълно ембарго на всички търговски кораби. Започва война срещу берберски пирати в Средиземно море. Подписва 12-ата поправка на Конституцията.                                 |
| 3         | Томас Джеферсън (13.04.1743 – 04.07.1826)         | 4 март 1805 – 4 март 1809             | Вицепрезидент на Съединените американски щати           |                                                     | Джордж Клинтън   |                  | Автор на Декларацията за независимост. Закупува територията Луизиана от Франция. Изпраща изследователите Мериуедър Луис и Уилям Кларк на експедиция до Тихия океан. Налага пълно ембарго на всички търговски кораби. Започва война срещу берберски пирати в Средиземно море. Подписва 12-ата поправка на Конституцията.                                 |
| 4         | Джеймс Мадисън (16.03.1751 – 28.06.1836)          |                                       | Държавен секретар на Съединените американски щати       | 4 март 1809 – 4 март 1813                           |                  | Джордж Клинтън   | Автор на Закона за правата към Конституцията на Съединените щати. Години на напрежение довеждат до началото на войната от 1812 г.. По време на войната британските войски превземат столицата и изгарят Белия дом и Капитолия. С договора от Гент страната е възстановена без загуби в територията.                                                     |
| 4         | Джеймс Мадисън (16.03.1751 – 28.06.1836)          | празен пост април 1812 – март 1813    | Държавен секретар на Съединените американски щати       | 4 март 1809 – 4 март 1813                           |                  |                  | Автор на Закона за правата към Конституцията на Съединените щати. Години на напрежение довеждат до началото на войната от 1812 г.. По време на войната британските войски превземат столицата и изгарят Белия дом и Капитолия. С договора от Гент страната е възстановена без загуби в територията.                                                     |
| 4         | Джеймс Мадисън (16.03.1751 – 28.06.1836)          | 4 март 1813 – 4 март 1817             | Държавен секретар на Съединените американски щати       |                                                     | Елдридж Гери     |                  | Автор на Закона за правата към Конституцията на Съединените щати. Години на напрежение довеждат до началото на войната от 1812 г.. По време на войната британските войски превземат столицата и изгарят Белия дом и Капитолия. С договора от Гент страната е възстановена без загуби в територията.                                                     |
| 4         | Джеймс Мадисън (16.03.1751 – 28.06.1836)          | 4 март 1813 – 4 март 1817             | Държавен секретар на Съединените американски щати       | празен пост ноември 1814 – март 1817                |                  |                  | Автор на Закона за правата към Конституцията на Съединените щати. Години на напрежение довеждат до началото на войната от 1812 г.. По време на войната британските войски превземат столицата и изгарят Белия дом и Капитолия. С договора от Гент страната е възстановена без загуби в територията.                                                     |
| 5         | Джеймс Монро (28.04.1758 – 04.07.1831)            |                                       | Държавен секретар на Съединените американски щати       | 4 март 1817 – 4 март 1821                           |                  | Даниел Томпкинс  | Управлението му е наричано Ера на добри чувства. С първата Война срещу семинолите добавя териториите на Индиана, Мисисипи, Илиноис, Алабама и Мейн. Опитва да уталожи проблема с робовладелчеството чрез Kомпромиса Мисури. Установява доктрината Монро, с която поставя Западното полукълбо под обсега на Щатите. Закупува испанската колония Флорида. |
| 5         | Джеймс Монро (28.04.1758 – 04.07.1831)            | 4 март 1821 – 4 март 1825             | Държавен секретар на Съединените американски щати       |                                                     |                  | Даниел Томпкинс  | Управлението му е наричано Ера на добри чувства. С първата Война срещу семинолите добавя териториите на Индиана, Мисисипи, Илиноис, Алабама и Мейн. Опитва да уталожи проблема с робовладелчеството чрез Kомпромиса Мисури. Установява доктрината Монро, с която поставя Западното полукълбо под обсега на Щатите. Закупува испанската колония Флорида. |
| 6         | Джон Куинси Адамс (11.07.1767 – 23.02.1848)       |                                       | Държавен секретар на Съединените американски щати       | 4 март 1825 – 4 март 1829                           |                  | Джон К. Калхуун  | Син на президента Джон Адамс. Избран с вот на Камарата на представителите. Спонсорира строежа на водни канали и железопътни линии. Предлага строежа на национален университет. Съблюдава разпадането на демократ-републиканката партия. След президентството заема пост като представител за щата Масачузетс.                                           |
|           | Джон Куинси Адамс (11.07.1767 – 23.02.1848)       |                                       | Държавен секретар на Съединените американски щати       | 4 март 1825 – 4 март 1829                           |                  | Джон К. Калхуун  | Син на президента Джон Адамс. Избран с вот на Камарата на представителите. Спонсорира строежа на водни канали и железопътни линии. Предлага строежа на национален университет. Съблюдава разпадането на демократ-републиканката партия. След президентството заема пост като представител за щата Масачузетс.                                           |
| 7         | ген. Андрю Джаксън (15.03.1767 – 08.06.1845)      |                                       | Сенатор за Тенеси                                       | 4 март 1829 – 4 март 1833 4 март 1833 – 4 март 1837 |                  | Джон К. Калхуун  | Първи президент от Демократическата партия. Ветеран от Първата семинолска война. Подписва Закон за отстраняване на индианците. Налага вето върху създаване на Втора национална банка. Съблюдава първи знаци за разделение между щатите. Първи президент, срещу когото се извършва опит за покушение.                                                    |
| 7         | ген. Андрю Джаксън (15.03.1767 – 08.06.1845)      | празен пост декември 1832 – март 1833 | Сенатор за Тенеси                                       | 4 март 1829 – 4 март 1833 4 март 1833 – 4 март 1837 |                  |                  | Първи президент от Демократическата партия. Ветеран от Първата семинолска война. Подписва Закон за отстраняване на индианците. Налага вето върху създаване на Втора национална банка. Съблюдава първи знаци за разделение между щатите. Първи президент, срещу когото се извършва опит за покушение.                                                    |
| 7         | ген. Андрю Джаксън (15.03.1767 – 08.06.1845)      | Мартин Ван Бюрън                      | Сенатор за Тенеси                                       | 4 март 1829 – 4 март 1833 4 март 1833 – 4 март 1837 |                  |                  | Първи президент от Демократическата партия. Ветеран от Първата семинолска война. Подписва Закон за отстраняване на индианците. Налага вето върху създаване на Втора национална банка. Съблюдава първи знаци за разделение между щатите. Първи президент, срещу когото се извършва опит за покушение.                                                    |
| 8         | Мартин Ван Бюрън (05.12.1782 – 24.07.1862)        |                                       | Вицепрезидент на Съединените американски щати           | 4 март 1837 – 4 март 1841                           |                  | Ричард Джонсън   | Първият президент роден в Съединените щати. Посреща финансовата паника от 1837 г. Предлага съхранението на държавната парична маса да се извършва в Държавна хазна. Президентството му е белязано от Втората семинолска война и насилственото преселение на индианци чероки, известно като Пътя на плача.                                               |
| 9         | ген. Уилям Х. Харисън † (09.02.1773 – 04.04.1841) |                                       | Представител на Съединените щати в Колумбия             | 4 март 1841 – 4 април 1841                          |                  | Джон Тайлър      | Ветеран от Войната от 1812 г. Най-кратко управлявалият президент. Умира от пневмония месец след встъпването си във власт. |
| 10        | Джон Тайлър ⇑ (29.03.1790 – 18.01.1862)           |                                       | Вицепрезидент на Съединените американски щати           | 4 април 1841 – 4 март 1845                          | празен пост      | празен пост      | Първи вицепрезидент, който наследява президентския поста в извънредни oбстоятелства. Заменя целия президентски кабинет на Харисън. След налагане на вето върху установяването на Национална банка е изключен от партията си. Решава въпроса с канадската граница. Ратифицира приемането на Тексас и Флорида като пълноправни щати.                      |
|           | Джон Тайлър ⇑ (29.03.1790 – 18.01.1862)           |                                       | Вицепрезидент на Съединените американски щати           | 4 април 1841 – 4 март 1845                          | празен пост      | празен пост      | Първи вицепрезидент, който наследява президентския поста в извънредни oбстоятелства. Заменя целия президентски кабинет на Харисън. След налагане на вето върху установяването на Национална банка е изключен от партията си. Решава въпроса с канадската граница. Ратифицира приемането на Тексас и Флорида като пълноправни щати.                      |
| 11        | Джеймс К. Полк (02.11.1795 – 15.06.1849)          |                                       | Губернатор на Тенеси                                    | 4 март 1845 – 4 март 1849                           |                  | Джордж Далас     | Въвежда страната в Мексиканската война. С мирния договор от Гуадалупе Идалго добавя територията на щатите Калифорния, Юта, Аризона и Ню Мексико и части от Оклахома, Канзас, Колорадо и Уайоминг. С компромисъл от Орегон добавя нова територия и поставя канадската граница на 49-ия паралел.                                                          |
| 12        | ген. Закари Тейлър † (24.11.1784 – 09.07.1850)    |                                       | командир в Американската армия                          | 4 март 1849 – 9 юли 1850                            |                  | Милърд Филмор    | Първи президент, който не е заемал предишни политически постове. Ветеран от Войната от 1812 и Мексиканската война. Застъпва се срещу експанзията на робовладелчеството в северните щати. Съблюдава началото на Златната треска в Калифорния. Умира от неопределено стомашно заболяване.                                                                 |
| 13        | Милърд Филмор ⇑ (07.01.1800 – 08.03.1874)         |                                       | Вицепрезидент на Съединените американски щати           | 9 юли 1850 – 4 март 1853                            | празен пост      | празен пост      | Подписва Компромисът от 1850, с който определя статута на новите територии, придобити в Мексиканската война. Приема Закона за избягалите роби |
| 14        | Франклин Пиърс (23.11.1804 – 08.10.1869)          |                                       | Сенатор за Ню Хемпшир                                   | 4 март 1853 – 4 март 1857                           |                  | Уилям Р. Кинг    | Експанзионист и поддръжник на движението Млада Америка. Закупува територията Мелиса от Мексико. Губи популярност, след като подписва Законът Канзас – Небраска, с който отстъпва въпроса за робството в новите територии на местното население. Това решение довежда до въоръжени конфликти на запад, известни като Кървавия Канзас.                    |
| 14        | Франклин Пиърс (23.11.1804 – 08.10.1869)          | празен пост след април 1853           | Сенатор за Ню Хемпшир                                   | 4 март 1853 – 4 март 1857                           |                  |                  | Експанзионист и поддръжник на движението Млада Америка. Закупува територията Мелиса от Мексико. Губи популярност, след като подписва Законът Канзас – Небраска, с който отстъпва въпроса за робството в новите територии на местното население. Това решение довежда до въоръжени конфликти на запад, известни като Кървавия Канзас.                    |
| 15        | Джеймс Бюканън (23.04.1791 – 01.06.1868)          |                                       | Представител на Съединените щати в Обединеното кралство | 4 март 1857 – 4 март 1861                           |                  | Джон Брекинридж  | Подкрепя решението на Върховния съд в делото Дред Скот срещу Сандфорд. Спомага приемането на Канзас като робовладелчески щат. Съблюдава финансовата паника от 1857 г. Силно критикуван за своето бездействие при първите знаци на назряващата Гражданска война.                                                                                         |

## От Гражданската война до Втората световна война (1861 – 1945)
| име    | име                                             | портрет                              | предишен пост                                 | мандат(и) | вицепрезидент(и)           | вицепрезидент(и)           | бележки |
| ------ | ----------------------------------------------- | ------------------------------------ | --------------------------------------------- | --- | -------------------------- | -------------------------- | --- |
| 16     | Ейбрахам Линкълн ‡ (12.02.1809 – 15.04.1865)    |                                      | Представител за Илинойс                       | 4 март 1861 – 4 март 1865                                                                                                   |                            | Ханибал Хамлин             | Първи президент от Републиканската партия. Президентството му е белязано от Гражданска война с Конфедеративните щати. Подписва Прокламация и еманципация, с която прекратява робовладелчеството в страната. Прокарва 13-ата поправка на Конституцията. Създава Тайните служби на Съединените щати. Прострелян и убит във Вашингтон.                                                        |
|        | Ейбрахам Линкълн ‡ (12.02.1809 – 15.04.1865)    | 4 март 1865 – 15 април 1865          | Представител за Илинойс                       | | Андрю Джонсън              |                            | Първи президент от Републиканската партия. Президентството му е белязано от Гражданска война с Конфедеративните щати. Подписва Прокламация и еманципация, с която прекратява робовладелчеството в страната. Прокарва 13-ата поправка на Конституцията. Създава Тайните служби на Съединените щати. Прострелян и убит във Вашингтон.                                                        |
| 17     | Андрю Джонсън ⇑ (29.12.1808 – 31.07.1875)       |                                      | Вицепрезидент на Съединените американски щати | 15 април 1865 – 4 март 1869                                                                                                 | празен пост                | празен пост                | Налага Президентска реконструкция в победените южни щати. Влиза в конфликт с Конгреса относно отношението към новоосвободените роби. Първи президент, подложен на дело за импийчмънт. Закупува територията Аляска от Русия. Подписва 13-ата и 14-ата поправка на Конституцията. |
|        | Андрю Джонсън ⇑ (29.12.1808 – 31.07.1875)       |                                      | Вицепрезидент на Съединените американски щати | 15 април 1865 – 4 март 1869                                                                                                 | празен пост                | празен пост                | Налага Президентска реконструкция в победените южни щати. Влиза в конфликт с Конгреса относно отношението към новоосвободените роби. Първи президент, подложен на дело за импийчмънт. Закупува територията Аляска от Русия. Подписва 13-ата и 14-ата поправка на Конституцията. |
| 18     | ген. Юлисис С. Грант (27.04.1822 – 23.07.1885)  |                                      | командир в Американската армия                | 4 март 1869 – 4 март 1873 4 март 1873 – 4 март 1877                                                                         |                            | Шюйлър Колфакс             | Продължава политиката на Реконструкция на Юг. Спонсорира ратификацията на 15-ата поправка на Конституцията. Подпомага унищожаването на Ку Клукс Клан и преследването на неговите членове. Повежда неуспешен опит за анексиране на Сан Доминго. |
| 18     | ген. Юлисис С. Грант (27.04.1822 – 23.07.1885)  | Хенри Уилсън                         | командир в Американската армия                | 4 март 1869 – 4 март 1873 4 март 1873 – 4 март 1877                                                                         |                            |                            | Продължава политиката на Реконструкция на Юг. Спонсорира ратификацията на 15-ата поправка на Конституцията. Подпомага унищожаването на Ку Клукс Клан и преследването на неговите членове. Повежда неуспешен опит за анексиране на Сан Доминго. |
| 18     | ген. Юлисис С. Грант (27.04.1822 – 23.07.1885)  | празен пост след ноември 1875        | командир в Американската армия                | 4 март 1869 – 4 март 1873 4 март 1873 – 4 март 1877                                                                         |                            |                            | Продължава политиката на Реконструкция на Юг. Спонсорира ратификацията на 15-ата поправка на Конституцията. Подпомага унищожаването на Ку Клукс Клан и преследването на неговите членове. Повежда неуспешен опит за анексиране на Сан Доминго. |
| 19     | Ръдърфорд Б. Хейс (04.10.1822 – 17.01.1893)     |                                      | Губернатор на Охайо                           | 4 март 1877 – 4 март 1881                                                                                                   |                            | Уилям А. Уийлър            | Избран с вот на Конгреса. Прекратява Реконструкцията и военната окупация на Юга. Решава железопътната стачка от 1877 г. като призовава Националната гвардия. |
| 20     | Джеймс Гарфийлд ‡ (19.11.1831 – 19.09.1881)     |                                      | Представител за Охайо                         | 4 март 1881 – 19 септември 1881                                                                                             |                            | Честър Артър               | Прострелян на гарата във Вашингтон, окръг Колумбия. Умира от инфекция месец по-късно поради професионална небрежност на лекарите си. |
| 21     | Честър А. Артър ⇑ (05.10.1829 – 18.11.1886)     |                                      | Вицепрезидент на Съединените американски щати | 19 септември 1881 – 4 март 1885                                                                                             | празен пост                | празен пост                | Подписва The Pendleton Act, с който реформира държавните звена. Противопоставя се на политическите машини. Спонсорира цялостна реформа във флота. Подписва The Chinese exclusion Act, с който прекъсва емиграцията от Китай за период от десет години. Отказва да се кандидатира за втори мандат по здравословни причини.                                                                  |
| 22     | Гроувър Кливланд (18.03.1837 – 24.06.1908)      |                                      | Губернатор на Ню Йорк                         | 4 март 1885 – 4 март 1889                                                                                                   |                            | Томас Хендрикс             | Първият и единствен президент, който сключва брак по време на мандата си. |
| 22     | Гроувър Кливланд (18.03.1837 – 24.06.1908)      | празен пост след ноември 1885        | Губернатор на Ню Йорк                         | 4 март 1885 – 4 март 1889                                                                                                   |                            |                            | Първият и единствен президент, който сключва брак по време на мандата си. |
| 23     | Бенджамин Харисън (20.08.1833 – 13.03.1901)     |                                      | Сенатор за Индиана                            | 4 март 1889 – 4 март 1893                                                                                                   |                            | Ливай Мортън               | Внук на президента Уилям Х. Харисън. Избран от Електорален колеж. Налага финансова политика на протекционизъм, като увеличава митата на вноса (McKinley Tariff) и осигурява конкуренция на бизнесите (Sherman Antitrust Act). Подсилва и модернизира националния флот. Приема Северна и Южна Дакота, Монтана, Вашингтон и Айдахо и Уайоминг като щати.                                     |
| 24     | Гроувър Кливланд (18.03.1837 – 24.06.1908)      |                                      | Президент на Съединените американски щати     | 4 март 1893 – 4 март 1897                                                                                                   |                            | Адлай Стивънсън I          | Първият президент, избиран в два непоследователни мандата. Съблюдава икономическата паника от 1893 г. Подкрепя златния стандарт, с което губи популярност. |
| 25     | Уилям Маккинли ‡ (29.01.1843 – 14.09.1901)      |                                      | Губернатор на Охайо                           | 4 март 1897 – 4 март 1901 4 март 1901 – 14 септември 1901                                                                   |                            | Гарет Хобарт               | Подписва и вкарва в действие Закона за златния стандарт. Увеличава митото с Тарифата на Дингли. Вкарва страната в Испанската война, с която Съединените щати получават управление над Филипините, Пуерто Рико и Гуам и осигурява независимостта на Куба. Съблюдава анексирането на Република Хаваи. Прострелян и убит в Бъфало, Ню Йорк.                                                   |
| 25     | Уилям Маккинли ‡ (29.01.1843 – 14.09.1901)      | празен пост ноември 1899 – март 1901 | Губернатор на Охайо                           | 4 март 1897 – 4 март 1901 4 март 1901 – 14 септември 1901                                                                   |                            |                            | Подписва и вкарва в действие Закона за златния стандарт. Увеличава митото с Тарифата на Дингли. Вкарва страната в Испанската война, с която Съединените щати получават управление над Филипините, Пуерто Рико и Гуам и осигурява независимостта на Куба. Съблюдава анексирането на Република Хаваи. Прострелян и убит в Бъфало, Ню Йорк.                                                   |
| 25     | Уилям Маккинли ‡ (29.01.1843 – 14.09.1901)      | Теодор Рузвелт                       | Губернатор на Охайо                           | 4 март 1897 – 4 март 1901 4 март 1901 – 14 септември 1901                                                                   |                            |                            | Подписва и вкарва в действие Закона за златния стандарт. Увеличава митото с Тарифата на Дингли. Вкарва страната в Испанската война, с която Съединените щати получават управление над Филипините, Пуерто Рико и Гуам и осигурява независимостта на Куба. Съблюдава анексирането на Република Хаваи. Прострелян и убит в Бъфало, Ню Йорк.                                                   |
| XX век |                                                 |                                      |                                               | |                            |                            | |
| 26     | Теодор Рузвелт ⇑ (27.10.1858 – 06.01.1919)      |                                      | Вицепрезидент на Съединените американски щати | 14 септември 1901 – 4 март 1905                                                                                             | празен пост до 4 март 1905 | празен пост до 4 март 1905 | Към встъпването си във власт е най-младият президент в историята (42 г. 11 м.). Налага Честната сделка, с която установява контрол над големите корпорации. Спонсорира отварянето на национални паркове и резервати. Договаря строежа на Панамския канал. Спомага при решаването на военен конфликт между Русия и Япония. Носител на Нобелова награда за мир.                              |
| 26     | Теодор Рузвелт ⇑ (27.10.1858 – 06.01.1919)      | 4 март 1905 – 4 март 1909            | Вицепрезидент на Съединените американски щати | | Чарлз Феърбанкс            |                            | Към встъпването си във власт е най-младият президент в историята (42 г. 11 м.). Налага Честната сделка, с която установява контрол над големите корпорации. Спонсорира отварянето на национални паркове и резервати. Договаря строежа на Панамския канал. Спомага при решаването на военен конфликт между Русия и Япония. Носител на Нобелова награда за мир.                              |
| 27     | Уилям Х. Тафт (15.09.1857 – 08.03.1930)         |                                      | Секретар на войната                           | 4 март 1909 – 4 март 1913                                                                                                   |                            | Джеймс Шърман              | Фокусира външната си политика върху Централна Америка. Опитва да намали митата на вноса. Осигурява конкурентност в бизнеса като разбива големи корпорации. Приема Ню Мексико и Аризона като щати. След президентството си е назначен за председател на Върховния съд. |
| 27     | Уилям Х. Тафт (15.09.1857 – 08.03.1930)         | празен пост след октомври 1912       | Секретар на войната                           | 4 март 1909 – 4 март 1913                                                                                                   |                            |                            | Фокусира външната си политика върху Централна Америка. Опитва да намали митата на вноса. Осигурява конкурентност в бизнеса като разбива големи корпорации. Приема Ню Мексико и Аризона като щати. След президентството си е назначен за председател на Върховния съд. |
| 28     | проф. Удроу Уилсън (28.12.1856 – 03.02.1924)    |                                      | Губернатор на Ню Джързи                       | 4 март 1913 – 4 март 1917                                                                                                   |                            | Томас Маршал               | Професор по история в Принстън. Въвежда страната в Първата световна война. Спомага за създаването на Общество на народите. Подписва 17-ата, 18-ата и 19-ата поправка на Конституцията. През 1919 г. прекарва два последователни инсулта, които го оставят парализиран. Носител на Нобелова награда за мир.                                                                                 |
| 28     | проф. Удроу Уилсън (28.12.1856 – 03.02.1924)    | 4 март 1917 – 4 март 1921            | Губернатор на Ню Джързи                       | |                            | Томас Маршал               | Професор по история в Принстън. Въвежда страната в Първата световна война. Спомага за създаването на Общество на народите. Подписва 17-ата, 18-ата и 19-ата поправка на Конституцията. През 1919 г. прекарва два последователни инсулта, които го оставят парализиран. Носител на Нобелова награда за мир.                                                                                 |
| 29     | Уорън Г. Хардинг † (02.11.1865 – 02.08.1923)    |                                      | Сенатор за Охайо                              | 4 март 1921 – 2 август 1923                                                                                                 |                            | Калвин Кулидж              | Избран като компромисен кандидат. Подписва Закон за бюджета и счетоводството. Формализира мира в Европа. Свиква Междунардната вoеноморска конференция във Вашингтон. Президентството му е белязано от поредица политически афери, като скандала Tea Pot Dome. Умира след сърдечен удар в Сан Франциско.                                                                                    |
| 30     | Калвин Кулидж ⇑ (05.07.1872 – 05.01.1933)       |                                      | Вицепрезидент на Съединените американски щати | 2 август 1923 – 4 март 1925                                                                                                 | празен пост до 4 март 1925 | празен пост до 4 март 1925 | Управлението му съвпада с The Roaring Twenties, период на икономически бум. Първи президент, конто прави обръщение по радиото. Дава гражданство на всички американски индианци. Фискално консервативен, намалява данъци и дерегулира промишлеността. Критикуван заради неуспеха си да предотврати Краха на стоковата борса от 1929 г.                                                      |
| 30     | Калвин Кулидж ⇑ (05.07.1872 – 05.01.1933)       | 4 март 1925 – 4 март 1929            | Вицепрезидент на Съединените американски щати | | Чарлс Дауес                |                            | Управлението му съвпада с The Roaring Twenties, период на икономически бум. Първи президент, конто прави обръщение по радиото. Дава гражданство на всички американски индианци. Фискално консервативен, намалява данъци и дерегулира промишлеността. Критикуван заради неуспеха си да предотврати Краха на стоковата борса от 1929 г.                                                      |
| 31     | Хърбърт Хувър (10.08.1874 – 20.10.1964)         |                                      | Секретар на търговията                        | 4 март 1929 – 4 март 1933                                                                                                   |                            | Чарлз Къртис               | Упражнява политика на икономическа и финансова дерегулация. Това довежда до Кризата на световната стоковата борса от 1929 г. Президентството му е белязано изцяло от Голямата депресия. |
| 32     | Франклин Д. Рузвелт † (30.01.1882 – 12.04.1945) |                                      | Губернатор на Ню Йорк                         | 4 март 1933 – 20 януари 1937 20 януари 1937 – 20 януари 1941 20 януари 1941 – 20 януари 1945 20 януари 1945 – 12 април 1945 |                            | Джон Гарнър                | Най-дълго управлявалият президент в историята на страната (12 г.). Далечен братовчед на президента Теодор Рузвелт. Налага Новия курс – икономическата програма, която да противодейства на ефектите на Голямата депресия. Десегрегира федералните сгради. След нападение над Пърл Харбър въвежда страната във Втората световна война. Подписва 20-ата и 21-вата поправка на Конституцията. |
| 32     | Франклин Д. Рузвелт † (30.01.1882 – 12.04.1945) | Хенри Уолъс                          | Губернатор на Ню Йорк                         | 4 март 1933 – 20 януари 1937 20 януари 1937 – 20 януари 1941 20 януари 1941 – 20 януари 1945 20 януари 1945 – 12 април 1945 |                            |                            | Най-дълго управлявалият президент в историята на страната (12 г.). Далечен братовчед на президента Теодор Рузвелт. Налага Новия курс – икономическата програма, която да противодейства на ефектите на Голямата депресия. Десегрегира федералните сгради. След нападение над Пърл Харбър въвежда страната във Втората световна война. Подписва 20-ата и 21-вата поправка на Конституцията. |
| 32     | Франклин Д. Рузвелт † (30.01.1882 – 12.04.1945) | Хари С. Труман                       | Губернатор на Ню Йорк                         | 4 март 1933 – 20 януари 1937 20 януари 1937 – 20 януари 1941 20 януари 1941 – 20 януари 1945 20 януари 1945 – 12 април 1945 |                            |                            | Най-дълго управлявалият президент в историята на страната (12 г.). Далечен братовчед на президента Теодор Рузвелт. Налага Новия курс – икономическата програма, която да противодейства на ефектите на Голямата депресия. Десегрегира федералните сгради. След нападение над Пърл Харбър въвежда страната във Втората световна война. Подписва 20-ата и 21-вата поправка на Конституцията. |

## СледВтората световна война(1945 – днес)
| име     | име                                                      | портрет                              | предишен пост                                             | мандат(и)                                                      | вицепрезидент(и)              | вицепрезидент(и)              | бележки |
| ------- | -------------------------------------------------------- | ------------------------------------ | --------------------------------------------------------- | -------------------------------------------------------------- | ----------------------------- | ----------------------------- | --- |
| 33      | Хари С. Труман ⇑ (08.05.1884 – 26.12.1972)               |                                      | Вицепрезидент на Съединените американски щати             | 12 април 1945 – 20 януари 1949                                 | празен пост до 20 януари 1949 | празен пост до 20 януари 1949 | Заповядва първото (и единствена) употреба на ядрено оръжие при бомбардировките на Хирошима и Нагасаки. Съблюдава изпълнението на плана "Маршал" в Европа. Неговото президентство е белязано от началото на Студената война и войната в Корея. Подписва 22 поправка на Конституцията.                                                                   |
| 33      | Хари С. Труман ⇑ (08.05.1884 – 26.12.1972)               | 20 януари 1949 – 20 януари 1953      | Вицепрезидент на Съединените американски щати             |                                                                | Олбън Баркли                  |                               | Заповядва първото (и единствена) употреба на ядрено оръжие при бомбардировките на Хирошима и Нагасаки. Съблюдава изпълнението на плана "Маршал" в Европа. Неговото президентство е белязано от началото на Студената война и войната в Корея. Подписва 22 поправка на Конституцията.                                                                   |
| 34      | ген. Дуайт Д. "Айк" Айзенхауер (14.10.1890 – 28.03.1969) |                                      | Върховен главнокомандващ на съюзническите войски в Европа | 20 януари 1953 – 20 януари 1957                                |                               | Ричард Никсън                 | По време на Суецката криза, принуждава отстъпление от Египет. Прекратява Маккартизма чрез изпълнителна заповед. Подписва Законът за гражданските права от 1957 г., с който възстановява правото на глас на цветнокожи граждани. Спомага създаването на НАСА. Приема Аляска и Хаваи в Съединените щати.                                                 |
| 34      | ген. Дуайт Д. "Айк" Айзенхауер (14.10.1890 – 28.03.1969) | 20 януари 1957 – 20 януари 1961      | Върховен главнокомандващ на съюзническите войски в Европа |                                                                |                               | Ричард Никсън                 | По време на Суецката криза, принуждава отстъпление от Египет. Прекратява Маккартизма чрез изпълнителна заповед. Подписва Законът за гражданските права от 1957 г., с който възстановява правото на глас на цветнокожи граждани. Спомага създаването на НАСА. Приема Аляска и Хаваи в Съединените щати.                                                 |
| 35      | Джон Ф. "Джак" Кенеди ‡ (29.05.1917 – 22.11.1963)        |                                      | Сенатор за Масачузетс                                     | 20 януари 1961 – 22 ноември 1963                               |                               | Линдън Джонсън                | Започва военни действия във Виетнам. Заповядва неуспешен опит за държавен преврат в Куба. Предлага строежа на Берлинската стена. Предотвратява Кубинската ядрена криза. Подкрепя работата на мисия Аполо. Подписва 23 поправка на Конституцията. Убит при посещение в Далас. Носител на награда Пулицър.                                               |
| 36      | Линдън Б. Джонсън ⇑ (27.08.1908 – 22.01.1973)            |                                      | Вицепрезидент на Съединените американски щати             | 22 ноември 1963 – 20 януари 1965                               | празен пост до 20 януари 1965 | празен пост до 20 януари 1965 | Прокарва социална реформа с програмата Велико общество. Осигурява равни права за цветнокожите със Закон за граждански права. Увеличава обхвата на здравното осигуряване с програмите Medicare и Medicaid. Силно критикуван заради продължаващото участие на САЩ във Виетнамската война. Подписва 24 и 25 поправка на Конституцията.                    |
| 36      | Линдън Б. Джонсън ⇑ (27.08.1908 – 22.01.1973)            | 20 януари 1965 – 20 януари 1969      | Вицепрезидент на Съединените американски щати             |                                                                | Хюбърт Х. Хъмфри              |                               | Прокарва социална реформа с програмата Велико общество. Осигурява равни права за цветнокожите със Закон за граждански права. Увеличава обхвата на здравното осигуряване с програмите Medicare и Medicaid. Силно критикуван заради продължаващото участие на САЩ във Виетнамската война. Подписва 24 и 25 поправка на Конституцията.                    |
| 37      | Ричард М. Никсън ∅ (09.01.1913 – 22.04.1994)             |                                      | Вицепрезидент на Съединените американски щати             | 20 януари 1969 – 20 януари 1973 20 януари 1973 – 9 август 1974 |                               | Спиро Агню                    | Налага доктрината Никсън и оттегля американските войски от Виетнам. Започва войната срещу наркотиците. Съблюдава мисията на Аполо 11. Създава Агенция за защита на околната среда. Подписва 26 поправка на Конституцията. След аферата Уотъргейт става първият президент, който доброволно подава оставка от поста.                                    |
| 37      | Ричард М. Никсън ∅ (09.01.1913 – 22.04.1994)             | празен пост октомври – декември 1973 | Вицепрезидент на Съединените американски щати             | 20 януари 1969 – 20 януари 1973 20 януари 1973 – 9 август 1974 |                               |                               | Налага доктрината Никсън и оттегля американските войски от Виетнам. Започва войната срещу наркотиците. Съблюдава мисията на Аполо 11. Създава Агенция за защита на околната среда. Подписва 26 поправка на Конституцията. След аферата Уотъргейт става първият президент, който доброволно подава оставка от поста.                                    |
| 37      | Ричард М. Никсън ∅ (09.01.1913 – 22.04.1994)             | Джералд Форд                         | Вицепрезидент на Съединените американски щати             | 20 януари 1969 – 20 януари 1973 20 януари 1973 – 9 август 1974 |                               |                               | Налага доктрината Никсън и оттегля американските войски от Виетнам. Започва войната срещу наркотиците. Съблюдава мисията на Аполо 11. Създава Агенция за защита на околната среда. Подписва 26 поправка на Конституцията. След аферата Уотъргейт става първият президент, който доброволно подава оставка от поста.                                    |
| 38      | Джералд Форд ⇑ (14.07.1913 – 26.12.2006)                 |                                      | Вицепрезидент на Съединените американски щати             | 9 август 1974 – 20 януари 1977                                 | празен пост до декември 1974  | празен пост до декември 1974  | Единственият президент, който никога не е избиран за поста. След аферата Уотъргейт помилва президента Никсън. Оттегля окончателно американските войски от Виетнам след падането на Сайгон. Подписва и поддържа договорa в Хелсинки. |
| 38      | Джералд Форд ⇑ (14.07.1913 – 26.12.2006)                 | Нелсън Рокфелер                      | Вицепрезидент на Съединените американски щати             | 9 август 1974 – 20 януари 1977                                 |                               |                               | Единственият президент, който никога не е избиран за поста. След аферата Уотъргейт помилва президента Никсън. Оттегля окончателно американските войски от Виетнам след падането на Сайгон. Подписва и поддържа договорa в Хелсинки. |
| 39      | Джеймс "Джими" Картър (01.10.1924 – 29.12.2024)          |                                      | Губернатор на Джорджия                                    | 20 януари 1977 – 20 януари 1981                                |                               | Уолтър Ф. Мондейл             | Най-дълголетният президент в историята на страната (100 г. 2 м.). Провежда мирни преговори между Египет и Израел в Кемп Дейвид. Решава териториалния конфликт около Панамския канал. Посреща последиците на ядрената злополука в Три майл аийънд, съветското нашествие в Афганистан и заложническата криза в Иран. Носител на Нобелова награда за мир. |
| 40      | Роналд Рейгън (06.02.1911 – 05.06.2004)                  |                                      | Губернатор на Калифорния                                  | 20 януари 1981 – 20 януари 1985                                |                               | Джордж Х. У. Буш              | Бивш актьор. Наричан Великият комуникатор. Налага икономическа политика на данъчни облекчения и финансова дерегулация (Reaganomics). Усилва оръжейната надпревара със Съветския съюз. Заповядва нахлуване в Гренада. Разширява Войната срещу наркотиците. Не предприема мерки при развитието на ХИВ/СПИН епидемията. Оцелява след опит за покушение.   |
| 40      | Роналд Рейгън (06.02.1911 – 05.06.2004)                  | 20 януари 1985 – 20 януари 1989      | Губернатор на Калифорния                                  |                                                                |                               | Джордж Х. У. Буш              | Бивш актьор. Наричан Великият комуникатор. Налага икономическа политика на данъчни облекчения и финансова дерегулация (Reaganomics). Усилва оръжейната надпревара със Съветския съюз. Заповядва нахлуване в Гренада. Разширява Войната срещу наркотиците. Не предприема мерки при развитието на ХИВ/СПИН епидемията. Оцелява след опит за покушение.   |
| 41      | Джордж Х. У. Буш (12.06.1924 – 30.11.2018)               |                                      | Вицепрезидент на Съединените американски щати             | 20 януари 1989 – 20 януари 1993                                |                               | Дан Куейл                     | Посреща разпадането на Варшавския договор; подкрепя събарянето на Берлинската стена и обединението на Германия. Съблюдава Първата война в персийския залив и Операция Справедлива кауза в Панама. Подписва споразумение за свободна търговия в Северна Америка (НАФТА). Подписва 27 поправка на Конституцията.                                         |
| 42      | Уилям "Бил" Клинтън (р. 19.08.1946)                      |                                      | Губернатор на Арканзас                                    | 20 януари 1993 – 20 януари 1997                                |                               | Ал Гор                        | Ратифицира споразумение за свободна търговия в Северна Америка (НАФТА). Изпраща войски в Войната в Босна и спомага подписването на мирен договор между Босна и Косово в Дейтън, Охайо. Препоръчва приемането на страни от бившия съветски блок в НАТО. След аферата Люински е подложен на процес за импийчмънт.                                        |
| 42      | Уилям "Бил" Клинтън (р. 19.08.1946)                      | 20 януари 1997 – 20 януари 2001      | Губернатор на Арканзас                                    |                                                                |                               | Ал Гор                        | Ратифицира споразумение за свободна търговия в Северна Америка (НАФТА). Изпраща войски в Войната в Босна и спомага подписването на мирен договор между Босна и Косово в Дейтън, Охайо. Препоръчва приемането на страни от бившия съветски блок в НАТО. След аферата Люински е подложен на процес за импийчмънт.                                        |
| XXI век |                                                          |                                      |                                                           |                                                                |                               |                               | |
| 43      | Джордж У. Буш (р. 06.07.1946)                            |                                      | Губернатор на Тексас                                      | 20 януари 2001 – 20 януари 2005                                |                               | Дик Чейни                     | Син на президента Джордж Х.У. Буш. Избран с решение на Върховния съд. След атентатите над Световният търговски център започва война в Афганистан и Ирак. Подписва реформа на образователната система (No Child left Behind Act). Посреща световната финансова криза от 2007 г.                                                                         |
| 43      | Джордж У. Буш (р. 06.07.1946)                            | 20 януари 2005 – 20 януари 2009      | Губернатор на Тексас                                      |                                                                |                               | Дик Чейни                     | Син на президента Джордж Х.У. Буш. Избран с решение на Върховния съд. След атентатите над Световният търговски център започва война в Афганистан и Ирак. Подписва реформа на образователната система (No Child left Behind Act). Посреща световната финансова криза от 2007 г.                                                                         |
| 44      | Барак Обама (р. 04.08.1961)                              |                                      | Сенатор за Илиноис                                        | 20 януари 2009 – 20 януари 2013                                |                               | Джо Байдън                    | Първият цветнокож президент на Съединените щати. Налага мерки за да противодейства на ефектите на Световната финансова криза от 2007 г. Въвежда реформа в здравеопазването (Affordable care Act). Заповядва отстраняването на Осама бин Ладен. Носител на Нобелова награда за мир.                                                                     |
| 44      | Барак Обама (р. 04.08.1961)                              | 20 януари 2013 – 20 януари 2017      | Сенатор за Илиноис                                        |                                                                |                               | Джо Байдън                    | Първият цветнокож президент на Съединените щати. Налага мерки за да противодейства на ефектите на Световната финансова криза от 2007 г. Въвежда реформа в здравеопазването (Affordable care Act). Заповядва отстраняването на Осама бин Ладен. Носител на Нобелова награда за мир.                                                                     |
| 45      | Доналд Дж. Тръмп (р. 14.06.1946)                         |                                      | предприемач                                               | 20 януари 2017 – 20 януари 2021                                |                               | Майк Пенс                     | Единственият президент без предишен опит в държавното или военно управление. Започва търговска война с Китай. Оттегля САЩ от ядрената сделка в Иран. Президентсвото му е белязано от световната пандемия на Covid-19. Подложен на дело за импийчмънт два пъти.                                                                                         |
| 46      | Джоусеф Р. "Джо" Байдън (р. 20.11.1942)                  |                                      | Вицепрезидент на Съединените американски щати             | 20 януари 2021 – 20 януари 2025                                |                               | Камала Харис                  | Оттегля американските войски от Афганистан. Връща САЩ към Парижките споразумения, подписва двупартийни закони за инфраструктурата и американското производство. Налага санкции върху Русия като следствие на войната в Украйна. Посреща Израелско-палестинската война. Отказва да се кандидатира за втори мандат.                                      |
| 47      | Доналд Дж. Тръмп (р. 14.06.1946)                         |                                      | Президент на Съединените американски щати                 | 20 януари 2025 – настоящ (мандатът изтича на 20 януари 2029)   |                               | Джей Ди Ванс                  | Втори президент на САЩ след Гроувър Кливланд избран за втори непоследователен мандат. Към датата на встъпване в длъжност е най-възрастният президент в историята на САЩ (78 г. и 7 м.). Първо осъждано лице избирано за президент. Отегля страната от СЗО и Парижките споразумения. Подписва One Big Beautiful Bill Act                                |

## Живи бивши президенти на САЩ
| Президент    | Дата на раждане    | Мандат  | Мандат                   |
| ------------ | ------------------ | ------- | ------------------------ |
| Джо Байдън   | 20 ноември 1942 г. | 46      | 2021 – 2025              |
| Доналд Тръмп | 14 юни 1946 г.     | 45 / 47 | 2017–2021 / 2025–настоящ |
| Джордж Буш   | 6 юли 1946 г.      | 43      | 2001 – 2009              |
| Бил Клинтън  | 19 август 1946 г.  | 42      | 1993 – 2001              |
| Барак Обама  | 4 август 1961 г.   | 44      | 2009 – 2017              |

Към 17 август 2025 г. има четирима живи бивши президенти.
Най-скорошната смърт на бивш президент е на Джими Картър (1977 – 1981) на 29 декември 2024 г., на 100 години. По-долу са изображения на бившите президенти:
- Бил Клинтън
(1993 – 2001)
19 август 1946 г. (78 г.)
- Джордж Буш
(2001 – 2009)
6 юли 1946 г. (79 г.)
- Барак Обама
(2009 – 2017)
4 август 1961 г. (64 г.)
- Джо Байдън
(2021 – 2025)
20 ноември 1942 г. (82 г.)